# 心理探偵フィッツ
『心理探偵フィッツ』（しんりたんていフィッツ 原題：Cracker）は、 イギリスのミステリ・テレビドラマ（海外ドラマ）。グラナダ・テレビジョン制作、ITVテレビで1993年9月27日から1995年11月27日まで放送された。3シーズンに分けて全23回。1つの事件を前・後編または前・中・後編に分けて放送した。その後、1996年10月28日と、2006年10月1日にスペシャル版が放送された。

## 概要
原題の"Cracker"は今日でいうコンピュータ用語のクラッキングに等しく、分析力が高く犯罪捜査に有用ながら、関わる人間の関係や精神を傷付け壊す人物＝主人公のフィッツが異常犯罪を解決する様子とともに、自身荒れた生活を送り、家族、犯人、時に警察関係者も不幸にしていく描写が並行して描かれる。
日本ではNHK衛星第2テレビジョンで、1996年9月23日から2000年3月14日にかけて放送された。
NHKで放送されたイギリスのサスペンスシリーズ『捜査官クリーガン』や『第一容疑者』同様アメリカでリメイクされ、1997年から99年3月までに16エピソードがABCで放送された。フィッツを演じたのはロバート・パストレリで、フィッツの息子役はジョシュ・ハートネット。ロビー・コルトレーンのゲスト出演もある。

## あらすじ
マンチェスターの大学で臨床心理学を教えるエドワード・フィッツジェラルド博士、通称“フィッツ”は、マンチェスター市警察からの依頼で数々の事件の捜査に協力し、その優れた分析能力を遺憾なく発揮して解決に導いていく。

## キャスト
エドワード・フィッツジェラルド“フィッツ”
演 - ロビー・コルトレーン、吹替 - 玄田哲章
臨床心理学博士。マンチェスターの大学で教鞭をとる人気教授。またその優れた分析能力を買われ、マンチェスター市警察からの依頼で数々の事件の捜査に協力し解決に導いている。しかし、私生活では大酒飲みかつチェーンスモーカーのギャンブル好きで金銭感覚が乏しく、妻との関係は最悪の状態である。
デヴィッド・ビルボロー
演 - クリストファー・エクルストン、吹替 - 大塚芳忠
マンチェスター市警察警部。第1話から10話に登場。第10話で殉職。ただし、演じるエクルストンはその後、「傷ついた男たち」と「真実の行方」に彼の弟の役でカメオ出演という形で再出演している。
ジェーン・ペンハリガン
演 - ジェラルディーン・サマーヴィル 、吹替 - 高島雅羅
マンチェスター市警察部長刑事。当初はフィッツとやり合っていたが、やがて、いい仲になる。
ジミー・ベック
演 - ローカン・クラニッチ 、吹替 - 樋浦勉

ジュディス・フィッツジェラルド
演 - バーバラ・フリン 、吹替 - 駒塚由衣
フィッツの妻。
マーク・フィッツジェラルド
演 - キーラン・オブライアン 、吹替 - 真殿光昭
フィッツの息子。
ボビー・ハリマン
演 - コリン・ティアニー、吹替 - 中原茂

チャーリー・ワイズ
演 - リッキー・トムリンソン 、吹替 - 小林修
マンチェスター市警察警部。第11話から登場。
アラン・テンプル
演 - ロバート・カヴァナー 、吹替 - 梅津秀行
マンチェスター市警察刑事。第17話から登場。
ダニー・フィッツジェラルド
演 - クライヴ・ラッセル 、吹替 - 田中秀幸
フィッツの兄。彼とは疎遠状態にある。
- 日本放送版ナレーション：糸博

- 主なゲスト出演者：ロバート・カーライル（孤独な男）、サマンサ・モートン（ゆがんだ信仰）、ジョン・シム（悲しい出会い）、リアム・カニンガム（悲しい出会い）

## 放送リスト
| 放送回                       | 題名                         | 原題                         |
| 第1シーズン(1st Season/1993) | 第1シーズン(1st Season/1993) | 第1シーズン(1st Season/1993) |
| ---------------------------- | ---------------------------- | ---------------------------- |
| 1                            | 過去のない殺人者（前編）     | The Mad Woman in the Attic   |
| 2                            | 過去のない殺人者（後編）     | The Mad Woman in the Attic   |
| 3                            | 恐るべき恋人たち（前編）     | To Say I Love You            |
| 4                            | 恐るべき恋人たち（中編）     | To Say I Love You            |
| 5                            | 恐るべき恋人たち（後編）     | To Say I Love You            |
| 6                            | 告白の罠（前編）             | One Day A Lemming Will Fly   |
| 7                            | 告白の罠（後編）             | One Day A Lemming Will Fly   |
| 第2シーズン(2nd Season/1994) |                              |                              |
| 8                            | 孤独な男（前編）             | To Be A Somebody             |
| 9                            | 孤独な男（中編）             | To Be A Somebody             |
| 10                           | 孤独な男（後編）             | To Be A Somebody             |
| 11                           | ゆがんだ信仰（前編）         | The Big Crunch               |
| 12                           | ゆがんだ信仰（中編）         | The Big Crunch               |
| 13                           | ゆがんだ信仰（後編）         | The Big Crunch               |
| 14                           | 傷ついた男たち（前編）       | Men Should Weep              |
| 15                           | 傷ついた男たち（中編）       | Men Should Weep              |
| 16                           | 傷ついた男たち（後編）       | Men Should Weep              |
| 第3シーズン(3rd Season/1995) |                              |                              |
| 17                           | 真実の行方（前編）           | Brotherly Love               |
| 18                           | 真実の行方（中編）           | Brotherly Love               |
| 19                           | 真実の行方（後編）           | Brotherly Love               |
| 20                           | 悲しい出会い（前編）         | Best Boys                    |
| 21                           | 悲しい出会い（後編）         | Best Boys                    |
| 22                           | 私を愛して（前編）           | True Romance                 |
| 23                           | 私を愛して（後編）           | True Romance                 |
| スペシャル版(Special/1996)   |                              |                              |
|                              | ホワイト・ゴースト           | White Ghost                  |
| スペシャル版(Special/2006)   |                              |                              |
|                              |                              | A New Terror                 |

- 「過去のない殺人者」は無名時代のマイケル・ウィンターボトムが監督している[1][2]。
- スペシャル版「ホワイト・ゴースト」は香港が舞台になっている。

## 受賞
- 英国テレビアカデミー賞テレビドラマ部門最優秀男優賞・最優秀ドラマ・シリーズ賞[3]